# Gaudelia Díaz
Gaudelia Díaz Romero conocida también por su nombre artístico Crystal (Acapulco, 22 de marzo de 1964) es una cantante, actriz y deportista mexicana que compitió en atletismo adaptado.
Como deportista ganó una medalla de bronce en los Juegos Paralímpicos de Barcelona 1992, en la prueba de 3000 m (clase B1). En la década de 1990, Díaz formó parte del equipo mexicano que viajó a Barcelona, España para los Juegos Paralímpicos de Verano de 1992. Allí compitió en los 800 metros (terminó cuarta), 1500m (terminó cuarta) y 3000m, esta última le valió una medalla de bronce. Tras su retirada se dedica al cine y la música bajo el nombre artístico de «Crystal». Entre sus éxitos se encuentran "Suavemente" y "No Me Pregunten Por Él".

## Primeros años y carrera musical
Gaudelia Díaz Romero nació en Acapulco, Guerrero, en 1964. Díaz nació ciega en una familia pobre, con sus hermanos acosándola mientras crecía. Aprendió a tocar el piano de oído. Comenzó a practicar varios deportes desde niña, entre ellos patinaje, fútbol y gimnasia, pero abandonó este último por la necesidad de ver las barras paralelas. En cambio, un amigo la invitó a correr y ella se interesó en las carreras de larga distancia. Alrededor de 1981, Díaz conoció a Sergio Andrade, un productor discográfico mexicano, y ambos compusieron "Suavemente", que fue seleccionado para el Festival OTI de 1982 y llegó a la final. Díaz y Andrade comenzaron a salir y él se convirtió en su mánager. Luego de esto, su relación se volvió violenta ya que Andrade amenazaba constantemente con agredirla físicamente. Según una entrevista concedida a Mara Patricia Castañeda, Díaz dijo que Andrade la humillaba psicológicamente cuando cometía errores al cantar o tocar el piano, incluida una ocasión en el Festival Mundial de la Canción Popular en Japón donde amenazó con romperle el brazo para justificar por qué ella no podía tocar el piano en esa ocasión. Su relación duró tres años hasta que ella se dio cuenta de que no estaba viviendo una situación normal. El cantante mexicano Juan Gabriel la ayudó a dejar a Andrade después de pedirle consejo. Por eso, Andrade no la dejó interpretar en el Festival OTI de 1984 la canción "Tiempos Mejores", una canción sobre una ciega que esperaba tiempos mejores, que finalmente terminó siendo cantada por Yuri y que ganaría el concurso nacional.

## Discografía
- 1982: Suavemente
- 1983: Crystal (Eso No Se Hace)
- 1984: Crystal (Acaríciame El Alma)
- 1985: Crystal (De Una Vez Por Todas)
- 1986: Crystal (Amores Sí, Amores No)
- 1990: Hechicera
- 1994: Contigo Sí
- 1994: Suavemente
- 2015: Sentimientos... de Juan Gabriel

## Carrera deportiva
Díaz participó en los Juegos Parapanamericanos de 1991, realizados en Puerto Rico—en ese momento los juegos no tenían reconocimiento oficial—donde ganó el oro en los eventos de 400, 800 y 1500 metros. Al año siguiente, participó en los Juegos Paralímpicos de Verano de 1992 en Barcelona, en las pruebas de 800, 1500 y 3000 metros. Terminó tercera en el último y cuarta en los demás, lo que le valió una medalla de bronce. Dejó su carrera en el atletismo debido a la falta de apoyo.

## Palmarés deportivo
| Juegos Paralímpicos | Juegos Paralímpicos | Juegos Paralímpicos | Juegos Paralímpicos |
| Año                 | Lugar               | Medalla             | Prueba              |
| ------------------- | ------------------- | ------------------- | ------------------- |
| 1992                | Barcelona (España)  | Medalla de bronce   | 3000 m B1           |

## Vida personal
Tras su regreso de Barcelona, Emilio Azcárraga Milmo, entonces director general de Televisa, le pidió que se uniera a la empresa. Actuó en la telenovela Lazos de amor. En algún momento conoció a Miguel Ángel Huerta, con quien se casó. Ambos estaban a cargo de la Federación Deportiva para Ciegos y Deficientes Visuales (Huerta también es invidente pero en menor grado), y Huerta era director del Comité Paralímpico Mexicano. A partir de 2021, Díaz ha declarado que es soltera y vive en Acapulco, donde ayuda a niños con discapacidad visual con educación musical.

## Filmografía
- Cuando los hijos se van (1983) — Claudia
- Lazos de amor (1995) — Soledad Jiménez
- Desde Gayola (2002-2009) — Mirosnada[5]
- La Academia Bicentenario (2010) — Invitada[6]
- El minuto que cambió mi destino (2018) — Invitada
- Noche, Boleros y Son (Canal Once) (2020) — Invitada

### Cine
- De qué color es el viento (1972) — Eva Helguera
- Al filo de la ley (1985) — Verónica Luna